# Quentalia subumbrata
Quentalia subumbrata är en fjärilsart som beskrevs av Paul Dognin 1922. Quentalia subumbrata ingår i släktet Quentalia och familjen silkesspinnare. Inga underarter finns listade.